# حارة دار غلاب (صنعاء)
حارة دار غلاب هي إحدى حارات حي السواد بضواحي الأمانة مديرية سنحان وبني بهلول، بلغ تعداد سكانها 1574 نسمة حسب تعداد اليمن لعام 2004.